# Rhopalocerus
Rhopalocerus es un género de coleóptero de la familia Zopheridae.

## Especies
Las especies de este género son:
- Rhopalocerus africamts
- Rhopalocerus anytus
- Rhopalocerus bakeri
- Rhopalocerus camerunensis
- Rhopalocerus compactus
- Rhopalocerus iviei
- Rhopalocerus minimus
- Rhopalocerus mirei
- Rhopalocerus papuanus
- Rhopalocerus rondanii
- Rhopalocerus setosus
- Rhopalocerus setulosus
- Rhopalocerus solomonensis
- Rhopalocerus tuberculatus
- Rhopalocerus viti